# برایان جیمسون (ورزشکار)
برایان جیمسون (انگلیسی: Brian Jamieson؛ زادهٔ march ۷, ۱۹۶۹ (۵۶ سال)) ورزشکار روئینگ اهل ایالات متحده آمریکا است.
وی در مسابقات کشوری و بین‌المللی در مجموع برندهٔ ۱ مدال نقره شده‌است.